# Bad Hofgastein
Bad Hofgastein osztrák mezőváros Salzburg tartomány Sankt Johann im Pongau-i járásában. 2018 januárjában 6914 lakosa volt. 

## Elhelyezkedése

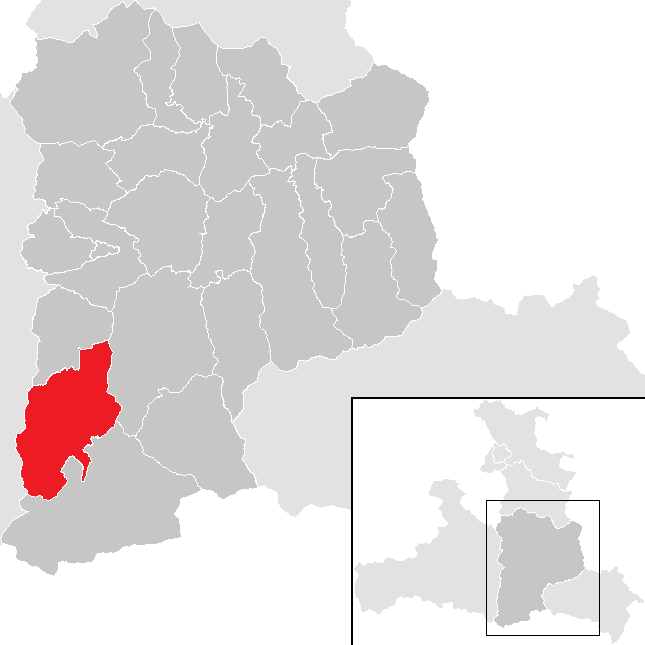
Bad Hofgastein a St. Johann im Pongau-i járásban

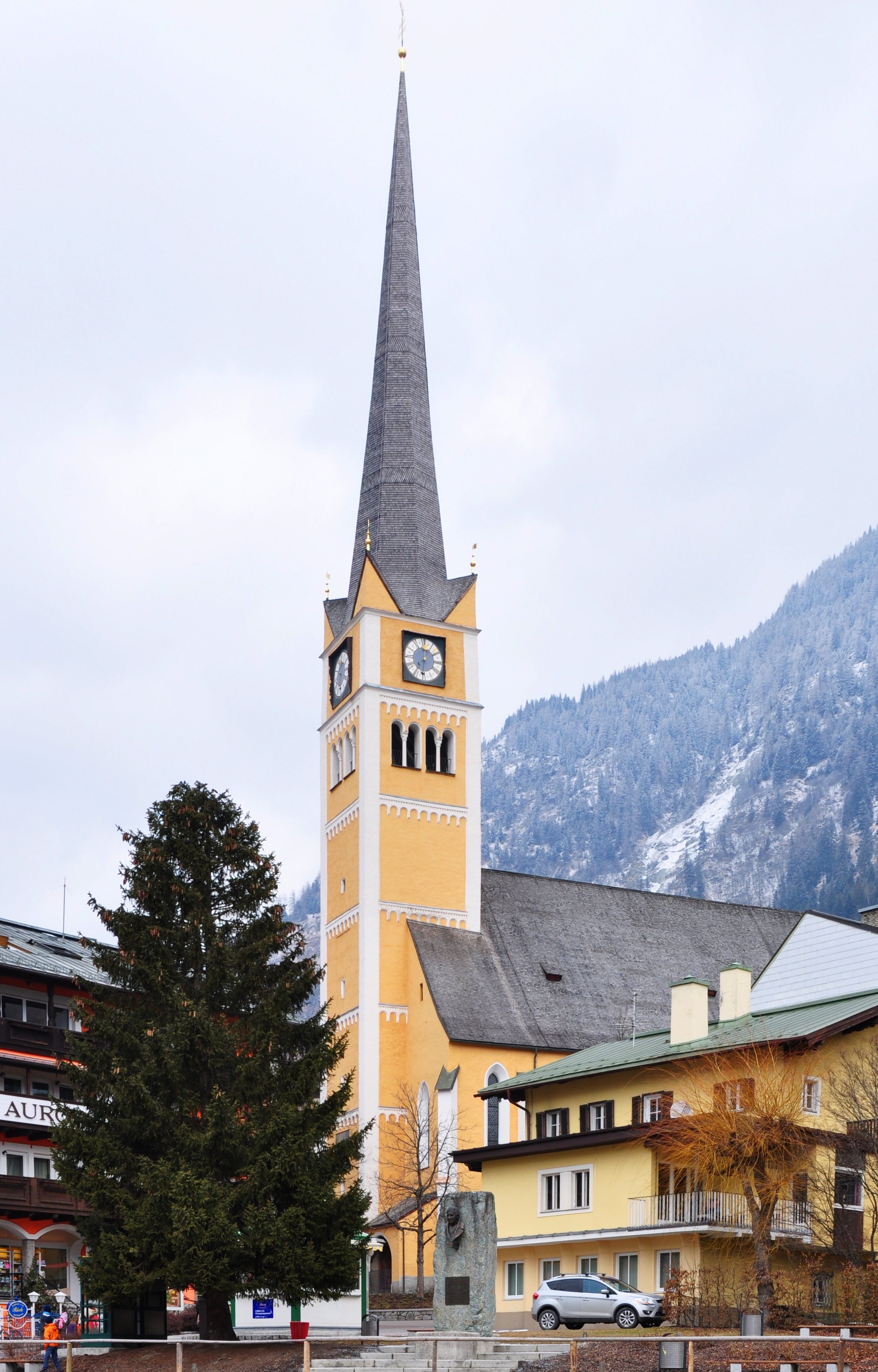
A Mária mennybevétele-plébániatemplom

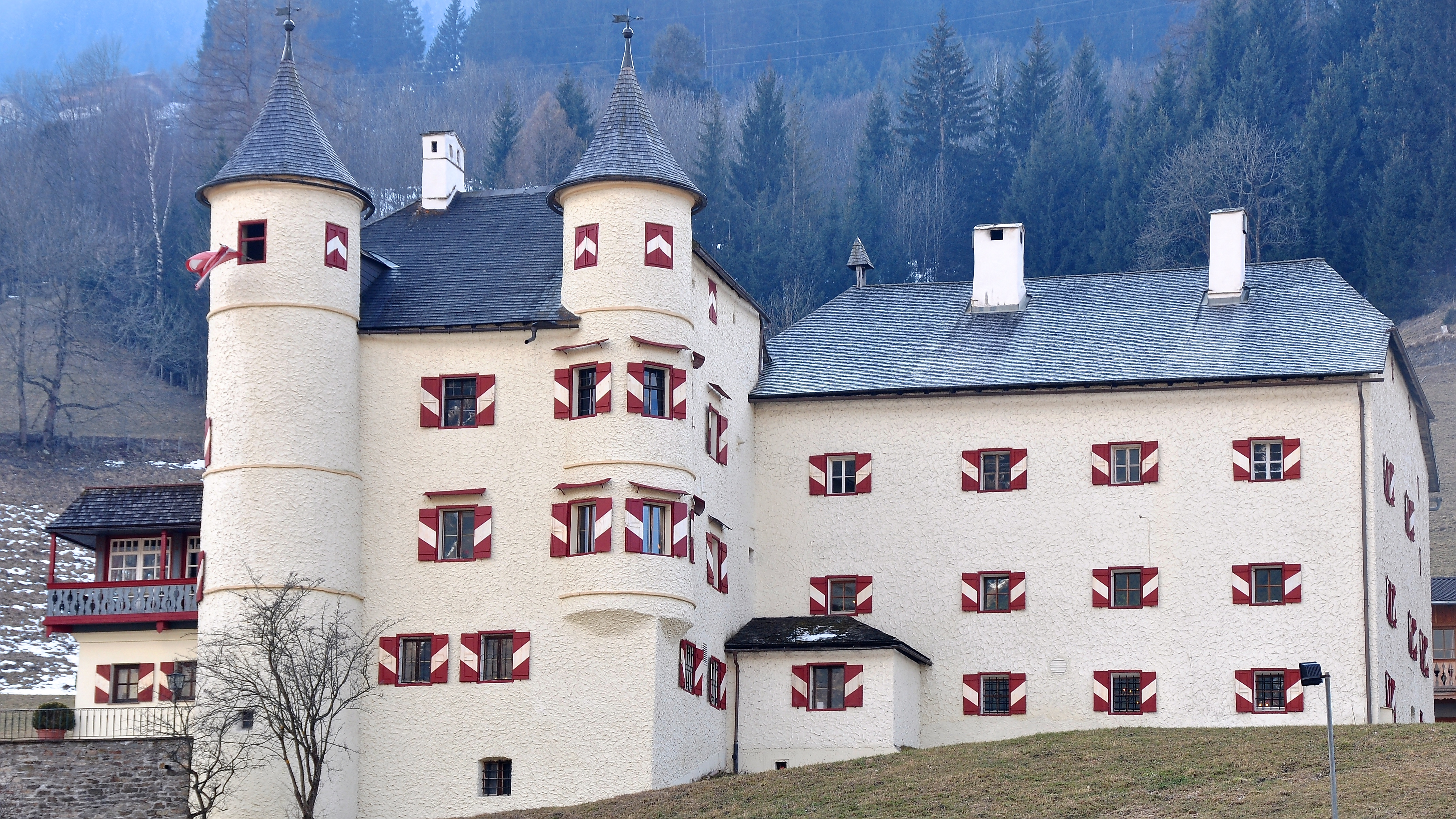
A Weitmoserschlößl

Bad Hofgastein a Magas-Tauern hegységben fekszik, a Gasteiner Ache folyó mentén. Az önkormányzat 10 településrészt és falut egyesít: Anger (1380 lakos 2018-ban), Bad Hofgastein (2951), Breitenberg (253), Gadaunern (217), Harbach (271), Heißingfelding (716), Laderding (165), Vorderschneeberg (608), Weinetsberg (117) és Wieden (236). 
A környező önkormányzatok: északra Dorfgastein, keletre Großarl, délkeletre Hüttschlag, délre Bad Gastein, nyugatra Rauris.

## Története
A római korban Bad Hofgastein területén volt a térség arany- és ezüstbányászatának központja. Hofgastein a Gastein-völgy legszélesebb helyén található, így később is központi szerepet játszott, itt alakult meg az első egyházközség és a bíróság is. A középkorban Hofgastein fontos kereskedelmi csomópont volt az Itália-Ausztria közötti kereskedelemben. A már a rómaiak által kialakított, a Magas-Tauernen átvezető útvonalon délről bor, gyümölcsök és egyéb árucikkek érkeztek, amit a hegyekben aranyra és ezüstre cseréltek. Hofgastein már a 13. században megkapta a vásártartással járó mezővárosi jogokat.
Templomát 894-ben építették, a 15 században pedig kibővítették a mai is látható gótikus épületté. Az arany árának esése, természeti katasztrófák, az 1574-es pestis, valamint a harmincéves háború miatt a település jelentősége erősen visszaesett. Azután, hogy a politikailag is önálló salzburgi érsekséget 1807-ben Ausztriához csatolták, Hofgastein gyógyfürdőként vált ismertté. 1828-ban I. Ferenc császártól "örökös" elővásárlási jogot kapott a Bad Gasteni-i termálvíz ötödére. A túlzsúfolt gasteni fürdőkből a hofgasteini sörfőzőmester szekereken hozatta a gyógyvizet a saját fürdőjébe. 1830-ra megépítettek egy 7 km-es, fából készült csővezetéket a víz továbbítására. Az 1840-es években ezt cserépvezetékre cserélték. A Bad Hofgastein-i fürdőkbe ma is 1000 m³ termálvíz érkezik a csővezetéken keresztül. A helység gyógyfürdői minősítését 1828-ban kapta. 1936-ban nevét Bad Hofgasteinre változtatták.  

## Lakosság
A Bad Hofgastein-i önkormányzat területén 2017 januárjában 6914 fő élt. A lakosságszám 1939 óta gyarapodó tendenciát mutat. 2015-ben a helybeliek 83,6%-a volt osztrák állampolgár; a külföldiek közül 3,7% a régi (2004 előtti), 5,3% az új EU-tagállamokból érkezett. 5,1% a volt Jugoszlávia (Szlovénia és Horvátország nélkül) vagy Törökország, 2,4% egyéb országok polgára. 2001-ben a lakosok 80,2%-a római katolikusnak, 3,6% evangélikusnak, 2,2% ortodoxnak, 4,3% mohamedánnak, 5,3% pedig felekezet nélkülinek vallotta magát. Ugyanekkor 9 magyar élt a mezővárosban; a németek után (89,5%) a legnagyobb nemzetiségi csoportokat a törökök (3,2%), szerbek (2,7%) és horvátok (2%) alkották.
A lakosság számának változása:

| 2016 | 6 883 |
| 2018 | 6 914 |

## Látnivalók
- a gótikus, háromhajós Mária mennybevétele-plébániatemplom 1498-1507 között épült. Hegyes sisakú tornya 1602-ben készült el.
- az evangélikus templom
- a Weitmoserschlössl kastélya

## Híres Bad Hofgastein-iek
- Franz Hofer (1902-1975) nemzetiszocialista politikus, Tirol-Vorarlberg Gauleitere (kormányzója)

## Fordítás
- Ez a szócikk részben vagy egészben  a   Bad Hofgastein című német Wikipédia-szócikk ezen változatának fordításán alapul.  Az eredeti cikk szerkesztőit annak laptörténete sorolja fel. Ez a jelzés csupán a megfogalmazás eredetét és a szerzői jogokat jelzi, nem szolgál a cikkben szereplő információk forrásmegjelöléseként.